# Wolfgang Köck
Wolfgang Köck (* 1. April 1958 in Bremen) ist ein deutscher Rechtswissenschaftler.

## Leben
Von 1976 bis 1979 absolvierte er eine Verwaltungsausbildung bei der Freien Hansestadt Bremen (2. Verwaltungsprüfung). Nach dem Zivildienst (1979–1980) absolvierte er von 1980 bis 1986 ein Jurastudium in Bremen (einphasige Juristenausbildung). Von 1987 bis 1990 war er wissenschaftlicher Mitarbeiter an der Universität Bremen. Nach der Promotion 1990 „Die Sonderabgabe als Instrument des Umweltschutzes. Ein Beitrag zur Dogmatik des Abgabenrechts“ (Universität Bremen) war er dort von 1991 bis 1997 wissenschaftlicher Assistent. Von 1998 bis 1999 war er Fellow am Zentrum für interdisziplinäre Forschung (ZiF), Bielefeld; Forschungsgruppe „Rationale Umweltpolitik – rationales Umweltrecht“ (Gertrude Lübbe-Wolff). Nach der Habilitation 2000 „Maßstäbe der Risikobewertung im Umweltrecht – unter besonderer Berücksichtigung des Stoffrechts“ (Universität Bremen) war er dort von 2000 bis 2001 Lehrstuhlvertreter. Seit 2001 ist er Professor für Umweltrecht an der Juristenfakultät der Universität Leipzig (gemeinsame Berufung mit dem Umweltforschungszentrum Leipzig-Halle, UFZ). Darüber hinaus ist er seit 2020 Mitglied des Sachverständigenrates für Umweltfragen.

## Schriften
- mit Matthias von Schwanenflügel: Abfallvermeidung durch kommunale Verpackungsabgaben. Rechtliche Möglichkeiten und Grenzen. Taunusstein 1990, ISBN 3-89367-015-7.
- Die Sonderabgabe als Instrument des Umweltschutzes. Zugleich ein Beitrag zur Dogmatik des Abgabenrechts. Düsseldorf 1991, ISBN 3-8041-2455-0.
- mit Stefan Möckel: Naturschutz- und Jagdrecht nach der Föderalismusreform. Ergebnisse des F+E-Vorhabens (FKZ 3513861000) des Bundesamtes für Naturschutz. Bonn 2015, ISBN 3-7843-4043-1.
- mit Moritz Reese: Flussgebietsbewirtschaftung im Bundesstaat. Anforderungen und Perspektiven zur kooperativen Umsetzung der EG-Wasserrahmenrichtlinie am Beispiel der Elbsedimente. Baden-Baden 2018, ISBN 3-8487-4874-6.